# Касс, Дэнни
Дэнни Касс (англ. Danny Kass; 21 сентября 1982 года, Помптон-Плейнс, Нью-Джерси, США) — американский сноубордист, выступавший в хафпайпе.
- Двукратный серебряный призёр зимних Олимпийских игр в хафпайпе (2002, 2006);
- Победитель и многократный призёр X Games;
- Чемпион США в хафпайпе (2001).